# Шандар Олексій Михайлович
Олексі́й Миха́йлович Шандар (нар. 5 лютого 1973) — бригадний генерал Збройних сил України, учасник російсько-української війни. Перший заступник командувача ДШВ України. Командир 79-ї окремої аеромобільної бригади, Миколаїв (2012—2016).

## Життєпис
При інвазії Російської Федерації в Крим перебував із бригадою на Чонгарі.
Був несправедливо звинувачений у причетності до розстрілу під Зеленопіллям, Юрій Бірюков 2 місяці добивався його повернення на посаду комбрига. Брав безпосередню участь у бойових діях проти терористів на сході України, поранений — був на броні командирського БТРа під час здійснення наступу на регулярні російські війська, куля пошкодила руку та ребра. Евакуйований у Розівський військовий шпиталь, звідти вночі до Дніпропетровська, де провели першу операцію, наступна — в Києві. Лікувався в Житомирському військовому шпиталі.
21 серпня 2019 року призначено на посаду першого заступника командувача Десантно-штурмових військ Збройних Сил України.
5 грудня 2020 року указом Президента України присвоєно звання бригадного генерала.
12 березня 2025 року був призначений новим командувачем ОК Північ, замість Дмитра Красильникова.

## Нагороди
8 вересня 2014 року — за особисту мужність і героїзм, виявлені у захисті державного суверенітету та територіальної цілісності України, вірність військовій присязі під час російсько-української війни, відзначений — нагороджений орденом Богдана Хмельницького III ступеня.